# LaRocca-Familie
Die LaRocca-Familie (Pittsburgh crime family) ist eine italo-amerikanische Mafiafamilie der US-amerikanischen Cosa Nostra mit Hauptsitz in Pittsburgh, Pennsylvania.

## Geschichte

### Die Anfänge
In Pittsburgh war die italienische Unterwelt in zwei ethnischen Gruppen unterteilt. Zum einen die sizilianisch-stämmige Mafia, welche die North Side und South Side der Stadt beherrschte und zum anderen die neapolitanisch-stämmige Camorra, welche das East End der Stadt kontrollierte.
In den frühen 1920er Jahren beteiligten sich beide Fraktionen am Schwarzhandel der Stadt; die illegale Herstellung, den Verkauf und den Transport von Alkohol. Während der gesamten Prohibitionszeit kämpften die Fraktionen in der Stadt um die Kontrolle über die italienischen Viertel Larimer, Homewood, Hill District und Downtown. In den äußeren Vororten des südwestlichen Pennsylvanias kämpften die Fraktionen um die Viertel New Kensington, Arnold, Wilkinsburg, McKees Rocks, Wilmerding und Braddock. Während der späten Prohibitionszeit von 1926 bis 1933 gab es über 200 Morde in Allegheny County.
Unter der Herrschaft von Stefano Monastero in den späten 1920er Jahren, wurden auch andere Gangs aus Pittsburgh, sowie eine Bande aus Chicago bekämpft. Er und sein Bruder Salvatore Monastero wurden schließlich am 4. August 1929 ermordet.
Giuseppe Siragusa trat als Nachfolger das Amt des neuen Bosses an. Seine Amtszeit war jedoch nur von kurzer Dauer, da er aufgrund seiner Treue zum Castellammarese Clan von der Bonanno-Familie aus New York City, bei dem sogenannten Krieg von Castellammare nur wenige Tage nach dem Tod vom Salvatore Maranzano, am 13. September 1931 ermordet wurde.

### Bazzano gegen die Volpes
Nach dem Mord an Siragusa, kam die Familie unter der Kontrolle der sizilianischen John Bazzano, der an Hausbrauereien Zucker und Hefe verkaufte, wodurch diese illegal Alkohol produzieren konnten.
Bazzano ging eine Allianz mit den 8 Volpe-Brüdern ein, denen er gestattete aus einem eigenen Café in Pittsburghs Middle Hill heraus zu operieren. Die Volpe-Brüder hatte bereits die Kontrolle über die "neapolitanische Fraktion" und die illegalen Geschäfte in Turtle Creek Valley und Wilmerding. Die Allianz endete, als die Volpes begannen nach East Liberty und North Side zu expandieren. Bazzano entsendete einige seiner Männer, welche am 29. Juli 1932, drei der Brüder ermordeten. Die überlebenden Volpe-Brüder wandten sich an die sogenannte Amerikanische Mafia-Kommission, woraufhin beschlossen wurde, Bazzano für die nichtgenehmigten Morde zu Rechenschaft zu ziehen. Bazzanos Leiche wurde am 8. August 1932 in Red Hook (Brooklyn) gefunden. Er wurde erstochen und erwürgt.

### LaRocca Ära
Vincenzo Capizzi wurde nach dem Mord an Bazzano der neue Boss der Organisation, bis er 1937 seinen Rücktritt erklärte und Francesco Amato dessen Platz einnahm. Er regierte fast zwei Jahrzehnte, bis er schwer erkrankte und 1956 als Boss zurückgetreten ist und als Unterboss die Nummer zwei der Familie blieb. Die Position als neues Familienoberhaupt nahm John Sebastian Larocca ein, unter dessen Namen die Familie später bekannt und benannt wurde.
Im Jahr 1957 besuchte er mit Capo (Captain) Gabriel „Kelly“ Mannarino und Consigliere (Berater) Michael James Genovese das berühmte Apalachin-Meeting, welches durch die örtliche Polizei zum Desaster wurde. LaRocca entkam den Bundesbehörden, aber Mannarino und Genovese wurden verhaftet.
LaRocca und Mannarino wurden Partner im "Sans Souci Hotel-Casino" auf Havanna (Kuba) von Santo Trafficante, Jr., dem Boss der Trafficante-Familie. Im Jahr 1959 übernahm der kubanische Revolutionär Fidel Castro die Kontrolle über Kuba und zwang die Mafiosi sich zurückzuziehen.
Durch Bestechung wurde LaRocca ein sehr mächtiger Boss und hatte Politiker, Polizisten und andere Beamte Pittsburghs in seiner Tasche. Seine Familie steuerte auch die "Laborers Local Union # 1058". LaRoccas Einfluss wuchs auch stark durch enge Bindungen zu Gambino-Boss Carlo Gambino, Bufalino-Boss Russell Bufalino, Bruno-Boss Angelo Bruno und Civella-Boss Nick Civella. In den 1960er Jahren begann LaRocca einen Konflikt mit der Cleveland crime family, als sie nach Youngstown (Ohio) expandierten. Im Jahr 1964 unterstützte LaRocca Frank J. Valenti dabei, die Führung der Rochester-Familie zu übernehmen und Jake Russo als Oberhaupt abzusetzen.
LaRocca starb am 3. Dezember 1984 und Michael James Genovese wurde der neue Boss der LaRocca-Familie.

## Historische Führung

### Oberhaupt der Familie
Nicht immer ist das Oberhaupt einer Familie so eindeutig zu identifizieren; insbesondere, wenn durch eine Haftstrafe ein anderes Familienmitglied in den Vordergrund rückt. Die Betrachtung von außen macht es nicht immer einfach, ein neues Oberhaupt als solches zu erkennen bzw. dessen genaue Amtszeit festzustellen. Außerdem scheint sich gewissermaßen ein Präsidialsystem durchzusetzen; d. h. das Oberhaupt verlagert seine Macht mehr auf einen sogenannten „acting boss“ und/oder „street boss“, die ihrerseits wiederum das Oberhaupt als solches weiter anerkennen, auch wenn es zum Beispiel in Haft sitzen sollte.
| Zeitraum    | Name                   | Spitzname   | Lebenszeit | Todesursache                   | Anmerkung                        |
| ----------- | ---------------------- | ----------- | ---------- | ------------------------------ | -------------------------------- |
| 1910er–1920 | Gregorio Conti         |             | 1874–1919  |                                | zurückgetreten                   |
| 1920–1925   | Salvatore Calderone    |             |            |                                | zurückgetreten                   |
| 1925–1929   | Stefano Monastero      |             | 1889–1929  | am 4. August 1929 ermordet     |                                  |
| 1929–1931   | Giuseppe Siragusa      | Yeast Baron | 1882–1931  | am 13. September 1931 ermordet |                                  |
| 1931–1932   | John Bazzano           |             | 1889–1932  | am 6. August 1932 ermordet     |                                  |
| 1932–1937   | Vincenzo Capizzi       |             | 1884–????  |                                | zurückgetreten                   |
| 1937–1956   | Francesco Amato        | Frank       | 1893–1973  |                                | zurückgetreten / wurde Unterboss |
| 1956–1984   | John Sebastian Larocca |             | 1901–1984  | natürlicher Tod                |                                  |
| 1985–2006   | Michael James Genovese |             | 1919–2006  | natürlicher Tod                | Cousin von Vito Genovese         |
| 2006–2008   | John Bazzano Jr.       |             | 1927–2008  |                                | Sohn von John Bazzano            |
| 2008-heute  | Thomas Ciancutti       | Sonny       | 1930-heute |                                |                                  |

Acting Boss
- 1978–1980: (GREMIUM)
  - Michael James Genovese, Gabriel „Kelly“ Mannarino (1980 verstorben), Joseph „Jo Jo“ Pecora (1979 inhaftiert)
- 1980–1984: Michael James Genovese; wurde 1985 Boss

### Underboss der Familie
Der Underboss ist die Nummer zwei in der Verbrecher-Familie, er ist der stellvertretende Direktor des Syndikats. Er sammelt Informationen für den Boss, gibt Befehle und Instruktionen an die Untergebenen weiter. In Abwesenheit des Bosses führt er die Organisation an.
| Zeitraum   | Name                   | Spitzname | Lebenszeit | Todesursache               | Anmerkung                    |
| ---------- | ---------------------- | --------- | ---------- | -------------------------- | ---------------------------- |
| 1925–1929  | Salvatore Monastero    | Sam       | 1889–1929  | am 4. August 1929 ermordet | Bruder von Stefano Monastero |
| 1936–1956  | John Sebastian Larocca |           | 1901–1984  | natürlicher Tod            | wurde 1956 Boss              |
| 1956–1973  | Francesco Amato        | Frank     | 1893–1973  |                            |                              |
| 1973–1987  | Joseph Pecora          | Jo Jo     | ????–1987  | natürlicher Tod            | 1979–1983 inhaftiert         |
| 1987–2006  | John Bazzano Jr.       |           | 1927–2008  |                            | wurde 2006 Boss              |
| 2006–2008  | Thomas Ciancutti       | Sonny     | 1930-heute |                            | wurde 2008 Boss              |
| 2008-heute | Robert Iannelli        | Bobby I   |            |                            |                              |

Acting Underboss
- 1980–1984: Charles Porter; Spitzname: „Chucky“; 1990 zu 28 Jahren verurteilt / wurde 1999 Informant

### Consigliere der Familie
Auf derselben Ebene wie der Underboss steht der Consigliere, der Berater der kriminellen Familie. Es handelt sich in der Regel um ein älteres Mitglied der Familie, welches über großen Respekt innerhalb der Familie verfügt und dadurch einen beträchtlichen Einfluss ausüben kann.
| Zeitraum  | Name                   | Spitzname | Lebenszeit | Todesursache    | Anmerkung            |
| --------- | ---------------------- | --------- | ---------- | --------------- | -------------------- |
| 1956–1985 | Michael James Genovese |           | 1919–2006  | natürlicher Tod | wurde 1985 Boss      |
| 1985–1989 | Pasquale Ferruccio     | Pat       |            |                 | 1991 inhaftiert      |
| 1989–2002 | Charles Imburgia       | Murgie    |            |                 |                      |
| 2002–2006 | Thomas Ciancutti       | Sonny     | 1930-heute |                 | wurde 2006 Unterboss |
| 2006–2008 | Robert Iannelli        | Bobby I   |            |                 | wurde 2008 Unterboss |